# Ichoria thyrassia
Ichoria thyrassia är en fjärilsart som beskrevs av Hans Zerny 1931. Ichoria thyrassia ingår i släktet Ichoria och familjen björnspinnare. Inga underarter finns listade i Catalogue of Life.